# Escut de Pineda de Mar
L'escut oficial de Pineda de Mar té el següent blasonament:
Escut caironat: d'argent, un pi de sinople ixent d'un mar en forma d'un peu d'atzur. Per timbre una corona mural de vila.

## Història
Va ser aprovat el 22 de gener de 1991 i publicat al DOGC l'11 de febrer del mateix any amb el número 1405.
Armes parlants que fan referència al nom de la vila: representen un pi i la mar.